# بيير ميشلان
بيير ميشلان (بالفرنسية: Pierre Michelin)‏ هو لاعب كرة قدم فرنسي، ولد في 7 فبراير 1937 في Neuville-en-Ferrain ‏ في فرنسا. شارك مع منتخب فرنسا لكرة القدم. أما مع النوادي، فقد لعب مع دارينغ مولينبيك وروبيه توركوين ونادي سيدان ونادي ليل.

## وصلات خارجية
- بيير ميشلان على موقع قاعدة بيانات كرة القدم.إي يو (الإنجليزية)
- بيير ميشلان على موقع ناشيونال فوتبول تيمز (الإنجليزية)
- بيير ميشلان على موقع عالم كرة القدم.نت (الإنجليزية)